# フリーマントル級哨戒艇
| フリーマントル級哨戒艇                                        | フリーマントル級哨戒艇          | フリーマントル級哨戒艇 |
| ------------------------------------------------------------- | ------------------------------- | ---------------------- |
|                                                               |                                 |                        |
| 博物館船として展示されているグラッドストーン（2010年1月29日） |                                 |                        |
| 概歴                                                          |                                 |                        |
| 就役                                                          | 1980年3月17日                   | 1980年3月17日          |
| 退役                                                          | 2007年5月11日                   | 2007年5月11日          |
| 前級                                                          | アタック級哨戒艇                | アタック級哨戒艇       |
| 次級                                                          | アーミデール級哨戒艇            | アーミデール級哨戒艇   |
| 要目                                                          |                                 |                        |
| 艦種                                                          | 哨戒艇                          | 哨戒艇                 |
| 排水量                                                        | 満載排水量                      | 220t                   |
| 全長                                                          | 42m                             | 42m                    |
| 全幅                                                          | 7.15m                           | 7.15m                  |
| 吃水                                                          | 1.8m                            | 1.8m                   |
| 機関                                                          | MTU538 ディーゼル 2基           | 2.4MW                  |
| 機関                                                          | ドーマン補助エンジン 1基        |                        |
| 速力                                                          | 30ノット                        | 30ノット               |
| 航続距離                                                      | 2,360海里（12ノット）           | 2,360海里（12ノット）  |
| 乗員                                                          | 24名                            | 24名                   |
| 武装                                                          | ボフォース 40mm機関砲（60口径） | 1門                    |
| 武装                                                          | M2HB 12.7mm機銃                 | 2丁                    |
| 武装                                                          | 81mm迫撃砲                      | 1門                    |

フリーマントル級哨戒艇（Fremantle class patrol boat）は、オーストラリアの哨戒艇。15隻が建造された。

## 開発
1967年-1969年にかけて前級となるアタック級哨戒艇が就役したが、その運用実績から哨戒艇のカバーするエリアがより広大になることが見込まれ、1970年からコンセプトの策定が行われた。9月には海軍が新型哨戒艇の要求を行った。この計画は、1976年-1980年にかけて10隻の新型哨戒艇を就役させ、アタック級の編成を増強し2隻の汎用艦艇の更新を行うものであった。各種哨戒艇の配備予定数は、オーストラリア海軍に16隻、予備役4隻に加え、当時自治領であったパプアニューギニアの分遣隊に10隻の総計30隻におよんだ。
取得計画は1975年4月に公表され11社が応募、翌年にはブルック・マリーンとルーセンの2社に絞られた。1977年9月22日、ブルック・マリーン案が採用され1億1,500万オーストラリア・ドルで15隻の建造が決定した。1番艇はブルック・マリーンが自社で建造し、その他はノース・クイーンズランド・エンジニアーズ・アンド・エージェンツが建造する分担となった。5隻の追加分については、1982年に無期延期となった。ミサイル艇として6隻の取得も考慮されたが、資金不足と準備期間の不足により断念された。
1977年10月に1番艇フリーマントルの建造が開始され、1979年2月16日進水、1980年3月17日に就役した。最初の国産艇となる2番艇ワーナンブールは、1978年9月に起工、1980年10月25日進水、1981年3月14日に就役した。最終艇バンバリーは、1984年12月に就役した。名称は全てバサースト級コルベットに存在したものが採用された。
オーストラリアでの建造はライン生産方式であり、竜骨を上として上下逆さまになった艇体を建造し、その後に正常な位置に戻して上部を建造する。艇体の建造と同時に甲板上の構造を別途製造し、艇体に溶接する。
当初フリーマントル級の根拠地としてダーウィンのクナワラ海軍基地とケアンズのケアンズ海軍基地が選択されたが、母港としての支援機能は不足していた。1981年から翌年にかけて、1,000万ドルを費やして整備・補給・管理施設の近代化などの整備が行われた。

## 構造
装備の更新に加え、アタック級哨戒艇よりも全長で28%、排水量で50%大型化した艇体により耐航性も向上した。公試で計画よりも20t大型化したことが明らかになっている。
機関は、MTU538 ディーゼルエンジンを2基搭載し、2軸推進。排気は煙突では無く水線下の排気口から排出される。
武装は60口径のボフォース製40mm機関砲を主砲に、艦橋後部両舷にM2HB 12.7mm機銃を各1丁搭載している。また、建造当時は81mm迫撃砲を装備していたが、後日取り外している。計画段階での主砲は30mm連装機関砲であったが、コスト削減のために変更された。後日、アップデート計画が提案されたが、実現しなかった。

## 運用
フリーマントルが公試中にタンカーと衝突したトロール漁船のイギリス人乗組員を救助したことが、最初の記録となっている。フリーマントルはローストフトを1980年6月7日に出港、8月27日にシドニーに到着した。その後、14隻が建造され、ケアンズ、シドニー、ダーウィンに4隻、ガーデンアイランドのスターリング海軍基地に2隻、モーニントン半島のサーベラス海軍基地に1隻が配備された。
国境警備、密輸・密漁・密入国の取り締まりを主要な活動とする。主にオーストラリアの北方海域で活動を行ったが、国際協力の面ではタイからマーシャル諸島・クック諸島にまで活動はおよんでいる。
1985年5月31日、ウロンゴンがガボ島で座礁し大破、メーカーで修理が行われ1986年末に復帰した。1997年11月にはゴーラがダーウィンのシンクロリフトで損傷している。
アーミデール級哨戒艇により更新されることになり、2005年6月23日にセスノックが退役した。その後順次退役し、2007年5月11日のイプスウィッチとタウンズビルの退役を持って全ての艇が退役した。
退役後、タウンズビルとグラッドストーンは博物館船となり、ウロンゴンはペンギンと改名した上で、シー・パトロールのセットとして2008年頃までウォーターヘン海軍基地に係留されていた。

## 一覧
| 名称                          | 艦番号   | 就役           | 退役           |
| ----------------------------- | -------- | -------------- | -------------- |
| フリーマントル（Fremantle）   | FCPB 203 | 1980年3月17日  | 2006年8月11日  |
| ワーナンブール（Warrnambool） | FCPB 204 | 1981年3月14日  | 2005年11月29日 |
| タウンズビル（Townsville）    | FCPB 205 | 1981年7月28日  | 2007年5月11日  |
| ウロンゴン（Wollongong）      | FCPB 206 | 1981年11月28日 | 2006年2月11日  |
| ローンセストン（Launceston）  | FCPB 207 | 1982年3月1日   | 2006年9月8日   |
| ワイアラ（Whyalla）           | FCPB 208 | 1982年7月3日   | 2005年9月2日   |
| イプスウィッチ（Ipswich）     | FCPB 209 | 1982年11月13日 | 2007年5月11日  |
| セスノック（Cessnock）        | FCPB 210 | 1983年3月5日   | 2005年6月23日  |
| ベンディゴ（Bendigo）         | FCPB 211 | 1983年5月28日  | 2006年9月9日   |
| ゴーラ（Gawler）              | FCPB 212 | 1983年8月27日  | 2006年7月8日   |
| ジェラルトン（Geraldton）     | FCPB 213 | 1983年12月10日 | 2006年10月7日  |
| ダボ（Dubbo）                 | FCPB 214 | 1984年3月10日  | 2007年2月2日   |
| ジーロング（Geelong）         | FCPB 215 | 1984年6月2日   | 2006年6月8日   |
| グラッドストーン（Gladstone） | FCPB 216 | 1984年9月8日   | 2006年3月13日  |
| バンバリー（Bunbury）         | FCPB 217 | 1984年12月15日 | 2006年2月11日  |

## 登場作品

### テレビドラマ

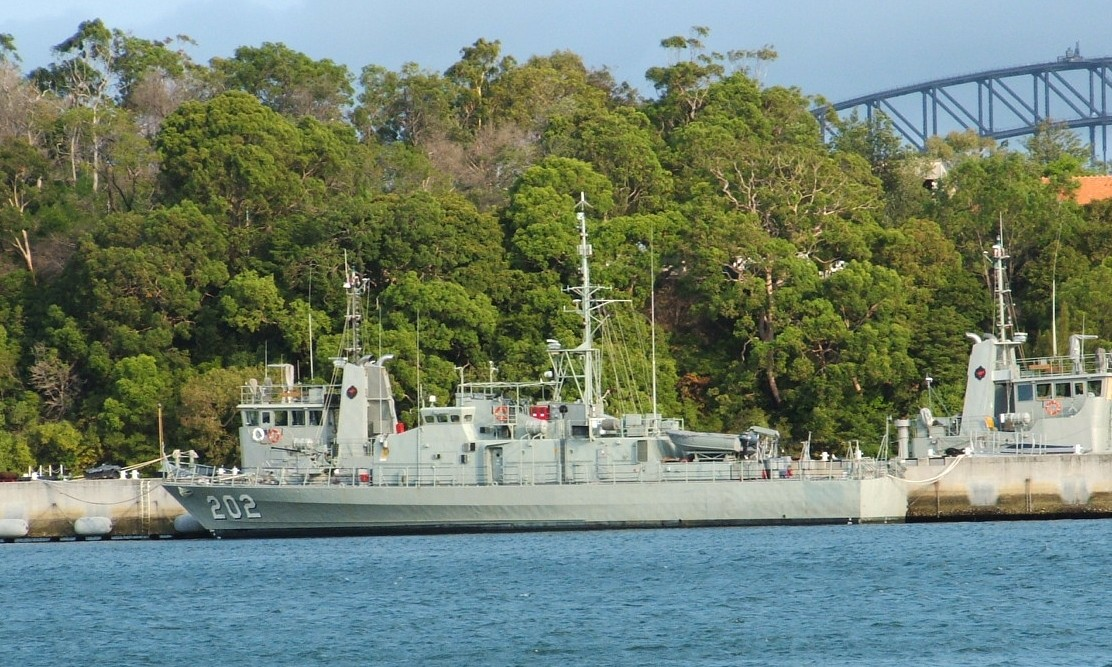
「ハマースレイ」としてウォーターヘン海軍基地に停泊中の「ウロンゴン」（2007年1月）

『シー・パトロール』
第1シーズンでは「ウロンゴン」と「イプスウィッチ」が架空の哨戒艇「ハマースレイ」（202）となり、第9話では「タウンズビル」がライバル艇「キングストン」（205）として登場した。
『パトロール・ボート』
架空のフリーマントル級哨戒艇「デファイアンス」として、「ワーナンブール」「タウンズビル」「ウロンゴン」「ローンセストン」「ワイアラ」が用いられた。

### ゲーム
『Wargame Red Dragon』
NATO陣営で使用可能な哨戒艇として「フリーマントル」が登場する。